# Stanislav Andreski
Stanislav Leonard Andreski (ur. 8 maja 1919 w Częstochowie jako Stanisław Andrzejewski, zm. 26 września 2007 w Reading) – polsko-brytyjski socjolog.

## Życiorys
Urodził się w rodzinie kupieckiej. Po bankructwie ojca rodzina przeniosła się do Poznania, gdzie kontynuował naukę do wybuchu II wojny światowej. W trakcie studiów ekonomicznych na Uniwersytecie Poznańskim został zmobilizowany jako podchorąży i wysłany na front wschodni. We wrześniu 1939 dostał się do niewoli sowieckiej, ale udało mu się uciec. 31 grudnia 1939 przekroczył zieloną granicę ze Słowacją i pociągiem dostał się na Węgry. Stamtąd, przez Jugosławię, Włochy i Francję trafił do Wielkiej Brytanii, gdzie dołączył do wojsk polskich. Walczył z Niemcami na froncie zachodnim w 2 Korpusie Polskim generała Andersa.
Uzyskał dyplom z wyróżnieniem, a następnie doktorat (1953) na Uniwersytecie Londyńskim. Po wojnie przebywał w Niemczech wraz z brytyjskimi siłami okupacyjnymi. Wykładowca socjologii (1947–1953, Rhodes University w Południowej Afryce), starszy pracownik naukowy w dziedzinie antropologii (1954–1956, The University of Manchester), wykładowca ekonomii (1956–1957), wykładowca nauk o zarządzaniu (1957–1960, Brunel University London Londyn), profesor socjologii (1960–1961, School of Social Sciences Santiago, Chile), starszy pracownik naukowy (1962–1964, The Nigerian Institute of Social and Economic Research Ibadan, Nigeria), profesor socjologii (1964–1984), kierownik katedry socjologii (1964–1982, University of Reading), profesor socjologii porównawczej (1969–1999, Polski Uniwersytet na Obczyźnie w Londynie), Monterey Business School Meksyk (lata 90.), Kolegium Językowe w Częstochowie (po 2000).
Zajmował się głównie problematyką krajów rozwijających się, socjologią porównawczą i klasowymi teoriami socjologicznymi. Ważniejsze publikacje: Military Organization and Society (1954), Parasitism and Subversion: the case of Latin America (1966), The African Predicament: a study in the patology of modernization (1968), Social Sciences as Sorcery (1972), Maxa Webera olśnienia i pomyłki (Max Weber, Insights and Errors, 1984, wyd. pol. 1992).

### Życie prywatne
Dwukrotnie żonaty (1957 Iris Gillespie, 1977 Ruth Ash), miał dwóch synów i dwie córki z pierwszego małżeństwa. Znał biegle pięć języków.